# Los Rocking Boys
Los Rocking Boys fueron una banda española de rock and roll surgida en La Línea de la Concepción (Cádiz) entre 1957 y 1958. Su trayectoria abarca desde ese año hasta finales de 1968 (año de su disolución definitiva).
Se les considera, junto a otros grupos como Los Pájaros Locos, el Dúo Dinámico, Los Milos o Los Estudiantes, auténticos pioneros del rock en España.

## Biografía

### Primera etapa. La formación clásica (1957-1964)
La banda, tras una etapa claramente amateur que arranca en 1956, se configura definitivamente en el invierno de 1957-58 con la formación considerada clásica: José Gómez Calvente, conocido como Pepe Cañizares (guitarra) (fallecido en 2019), Agustín Martínez (batería y voz principal), Carlos Jaime (saxo y piano) y Ricardo Oliveira (bajo).
Sus influencias son el rock and roll estadounidense de primera hora; con intérpretes como Elvis Presley, Little Richard, Jerry Lee Lewis, Gene Vincent o Eddie Cochran. A diferencia de otros contemporáneos suyos, su estilo parece estar poco mediatizado por los sonidos italianos y franceses, predominando directamente las fuentes anglosajonas. Según testimonio de sus miembros, la cercanía de las bases hispano-estadounidenses de Rota y Morón de la Frontera les permitió adquirir sus primeros discos de rock y, sobre todo, escuchar los nuevos sonidos que programaban las emisoras de esos establecimientos militares.
Tras actuar por todo el sur de Andalucía e incluso en la ciudad africana de Ceuta, deciden presentarse al I Festival Internacional de Conjuntos Musicales celebrado en Madrid en el año 1961, obteniendo el segundo premio. Como consecuencia, son fichados por la compañía discográfica Belter y publican su primer disco, un Ep con cuatro temas. Durante 1962 y 1963 siguen actuando tanto en el sur de España como en la capital (participando en las míticas Matinales del Price). Incluso tocan en Portugal y en localidades turísticas del norte de África. Al mismo tiempo, publican una serie de discos en el que plasman su afición al rock and roll, aunque también flirtean con nuevos sonidos de moda como el twist y la música surf.
A principios de 1964, la incorporación de tres de sus miembros al servicio militar obligatorio provoca la disolución del grupo.

### Segunda etapa. La épocabeat(1966-68)
A mediados de 1966, José Gómez y Agustín Martínez deciden reunir la banda, fichando a Juan Ruiz Gómez (bajo) (1944-2019) y a Salvador Maruenda (órgano). Los tiempos han cambiado, y la llegada del beat, el rythm and blues, el soul y la psicodelia han modificado radicalmente el panorama musical español. El grupo, aunque mantiene el viejo nombre, intenta adaptarse a esos nuevos estilos y vuelve a contactar con su antigua discográfica, que les renueva el contrato.
Hasta 1968 seguirán publicando varios discos con escasa repercusión. A pesar de que su sonido es muy diferente del que caracterizó a su primera etapa, no termina de acomodarse a las nuevas tendencias, resultando un poco anacrónico. Han renunciado a su espíritu original pero no han sabido incorporar las modas dominantes. En un intento de hacerse hueco en el cambiante panorama musical español, abandonan su Andalucía natal y se establecen, sucesivamente, en Madrid, Barcelona y Bilbao. Pero, en cualquier caso, su tentativa resulta fallida y a finales de 1968 terminan disolviéndose definitivamente.

## Discografía
- Ep: "Twist sensacional / Míster Twister / El twist del reloj / Baby night" (Ekipo-Belter, 1961).
- Ep: "All Right, OK / Twist, twist / Hey, Let's Twist / Twistin' Baby" (Ekipo-Belter, 1961).
- Ep: "Twist en Sevilla / Una rubia de miedo / Tú no sabes / Con tu amor" (Ekipo-Belter, 1962).
- Ep: "Tell Laura I Love Her / Temporal / Twist a Napoli / Imán" (Ekipo-Belter, 1962).
- Ep: "Multiplicación / Cuando llegue septiembre / Que siga el twist / Seguir soñando" (Ekipo-Belter, 1962).
- Ep: "Bailando madison / At Madison Square / Paloma Madison / Madison en la Costa del Sol" (Ekipo-Belter, 1963).
- Ep: "Popeye / No lo ves / I'm A Madison Man / Cuando los gatos bailan twist" (Ekipo-Belter, 1963).
- Ep: "Volando / Surfin' USA / Te han visto con otro / A Nueva Orleáns" (Ekipo-Belter, 1963).
- Ep: "Dile / Lup de lup / Wipe Out / No debes seguir siendo así" (Ekipo-Belter, 1964).
- Ep: "Un beso grande / No puedo creerte / Es el "Bicycle" / La vuelta a Francia" (Ekipo-Belter, 1966).
- Ep: "¡Qué bien caminas! / El mayordomo / Sandra / Uno, dos, tres" (Ekipo-Belter, 1966).
- Ep: "No te lo crees ni tú / Algo / Monday, Monday / No sé" (Ekipo-Belter, 1966).
- Ep: "Me gusta el amarillo / Cuando un hombre se enamora / Lady Jane / Quiero que me quieras" (Ekipo-Belter, 1967).
- Ep: "Déjala dormir / Siempre soñando / Loco por ti / Get away" (Ekipo-Belter, 1967).
- Ep: "5.000 millas / I Want You, I Need You / Cuenta uno, dos, tres / Llévame a la luna" (Ekipo-Belter, 1967).
- Ep: "Espérame que voy / Carmen / Regresa / Palabras" (Ekipo-Belter, 1968).